# Hipocefalinos
Hipocefalinos (Hypocephalini) é uma tribo monotípica de besouros da família Vesperidae e subfamília Anoplodermatinae, classificada por Charles Émile Blanchard em 1845, na qual compreende uma única espécie e gênero nativo do cerrado brasileiroː Hypocephalus armatus Desmarest, 1832; popularmente denominado, em inglêsː mole beetle ("besouro-toupeira", devido a seus hábitos fossoriais); em portuguêsː iaiá-de-cintura, lalá-de-cintura, carocha e vaqueiro.
A denominação da tribo provém de seu gêneroː Hypocephalus Desmarest, 1832.